# Rafael Edholm
John Rafael Edholm (født 8. maj 1966 i Hägersten, Sverige) er en svensk fotomodel, skuespiller, manuskriptforfatter og instruktør, der blev landskendt i Danmark, da han spillede den charmerende og temperamentsfulde italiener Sonny i den danske filmsucces Den eneste ene. Han har siden medvirket i en række svenske film og tv-serier, og har bl.a. lagt stemme til Den Bestøvlede Kat i Shrek 2, Shrek den Tredje og Shrek Den Lykkelige på svensk.

## Udvalgt filmografi
- Svenska hjältar (1997)
- Den eneste ene (1999)
- Anna Holt - Polis (tv-serie, 1999)
- Reuter & Skoog (tv-serie, 2000)
- Livvagterne (2001)
- Beck (tv-serie, 2001)
- Komplett galen (2004, også instruktør)
- Rosa: The Movie (2007)
- Nåletræer (kortfilm, 2007)
- Til døden os skiller (2007)
- Balladen om Beatrice (kortfilm, 2009)
- Simon & Malou (2009)
- Wallander (tv-serie, 2010)
- The Spiral (tv-serie, 2012)
- Grace Stirs Up Success (2015)
- Veni Vedi Vici (tv-serie) (tv-serie, 2017, også manuskriptforfatter og instruktør)
- Kriger (tv-serie, 2018)
- Springfloden (tv-serie, 2018)
- Operation Ragnarök (2018)
- Fredsmægleren (tv-serie, 2020)
- Made in Finland (tv-serie, 2022)
- Mord i Skærgården (tv-serie, 2025)